# アリサ・オソヒナ
アリサ・オソヒナ（Alisa Ozhogina Ozhogin、2000年10月31日 - ）は、ロシア・モスクワ出身、スペイン国籍のアーティスティックスイミング選手。2024年パリオリンピックチーム銅メダリスト。

## 経歴
ロシアのモスクワに生まれ、スペインのセビリアで育った。
2021年に日本の東京都で開催された2020年東京オリンピックではチームに出場したが、スペインは7位でメダルを逃している。
2022年にハンガリーのブダペストで開催された世界水泳選手権では、ハイライトで銅メダルを獲得した。
2023年に日本の福岡市で開催された世界水泳選手権では、チームテクニカルで金メダルを獲得し、イリス・ティオと組んだデュエットテクニカルで銅メダルを獲得した。
2024年にアラブ首長国連邦のドーハで開催された世界水泳選手権では、チームテクニカルで銀メダルを獲得し、イリス・ティオと組んだデュエットテクニカルで銅メダルを獲得した。
2024年にフランスのパリで開催された2024年パリオリンピックでは、チームで銅メダルを獲得した。イリス・ティオと組んだデュエットでは7位だった。